# Externsteine

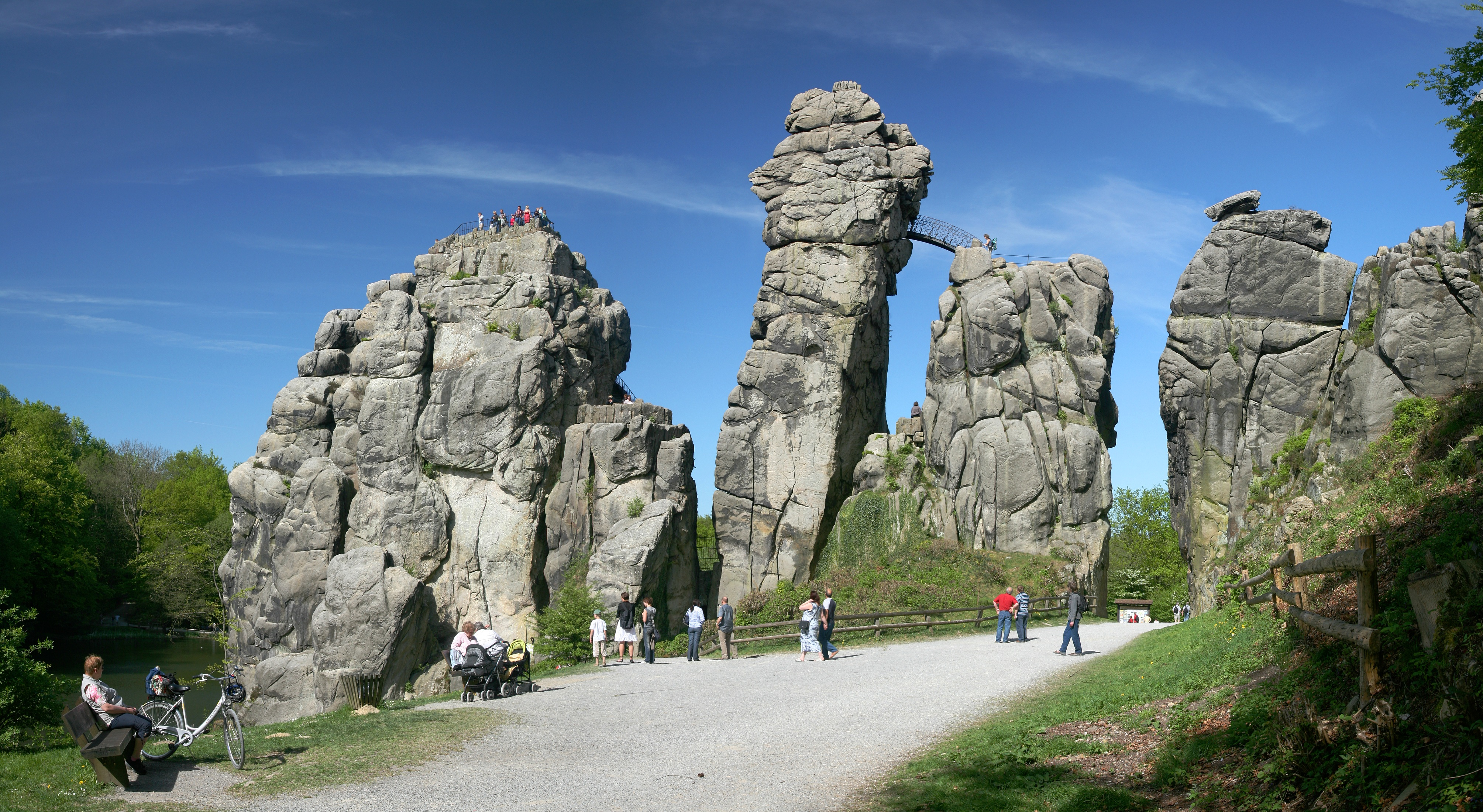
Externsteine en 2007.

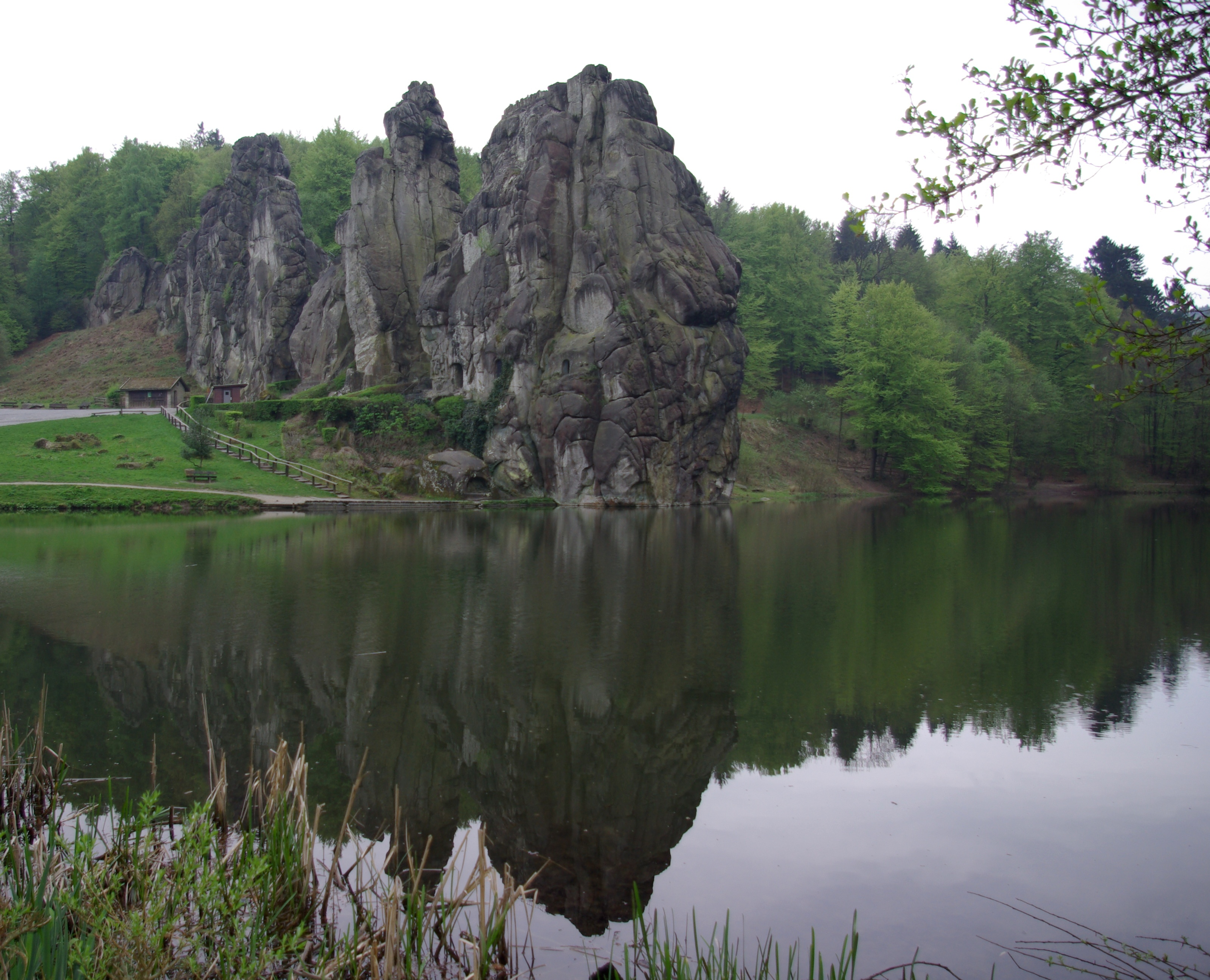
Externsteine avec le Wiembecketeich en arrière-plan, en 2009.

Les Externsteine [ˈɛkstɐnʃtaɪnə] sont une formation rocheuse en Allemagne, près de Horn-Bad Meinberg, dans la région de Westphalie-Lippe. Le nom Externsteine est la déformation de Eckensternensteine, qu'on peut transcrire « pierres aux coins étoilés ».

## Historique
Selon la tradition populaire issue de l'hypothèse proposée par Hermann Hamelmann en 1564, les Externsteine seraient un site sacré païen des Saxons dans lequel se trouvait l'idole Irminsul supposée détruite par Charlemagne. Toutefois, à ce jour, aucune preuve archéologique ne suggère la fréquentation de ce site durant la période saxonne,.
La formation rocheuse a été utilisée comme ermitage durant le Moyen Âge, on y trouvait d'ailleurs une chapelle chrétienne. L'origine de cette fréquentation chrétienne, entre le VIIIe et le Xe siècle demeure controversée. 
Durant le Troisième Reich, malgré les réserves de Hitler, ce lieu suscita l'intérêt du courant païen représenté au sein du national-socialisme. Himmler, notamment, partisan d'un retour aux traditions germaniques préchrétiennes, s'intéressait de près à ce sanctuaire, auquel il souhaita redonner une dimension sacrée, tout en interdisant toute publication sur cette formation rocheuse. Dans un premier temps, en 1934 et 1935, il ordonne des fouilles sur le site, puis, dans un second temps, en 1937, il ordonne l'examen approfondi d'un bas-relief d'inspiration christique, pour s'assurer que celui-ci ne masque pas une représentation de tradition germanique. À partir de 1940, il propose la construction d'infrastructures destinées à l'accueil du public, tout en souhaitant la mise en place d'une réserve naturelle, de laquelle les sangliers et les chats sauvages devaient être chassés. En 1942, ces projets sont suspendus, leur mise en œuvre étant repoussée à la fin des hostilités.
Aujourd'hui, le site demeure une attraction touristique importante et attire également à la fois des néo-païens et des néo-nazis.